# Prusy (prowincja)
Prowincja Prusy (niem. Provinz Preußen) – prowincja Królestwa Prus istniejąca w latach 1829–1878.
Od 13 kwietnia 1824 funkcjonowała unia personalna między Prusami Wschodnimi i Zachodnimi. Od 3 grudnia 1829 przekształciła się w unię realną i nastąpiło zjednoczenie obu Prus w jedną prowincję ze stolicą w Królewcu. Jednak od 1 kwietnia 1878 nastąpił podział prowincji i powrócono do sytuacji sprzed 1824 roku.